# Friedrich IV. von dem Bergh
Friedrich IV. von dem Bergh (* 18. August 1559 in Ulft; † 3. September 1618) aus dem Adelsgeschlecht Leck war ein militärischer Befehlshaber zunächst in generalstaatischen und später in spanischen Diensten während des Achtzigjährigen Kriegs.

## Leben
Er war der zweite Sohn von Wilhelm IV. von dem Bergh und dessen Ehefrau Maria, Tochter von Wilhelm von Nassau, Neffe von Wilhelm I. von Oranien.
Im Jahr 1598 bekam Friedrich nach Jahrzehnten des langen Streites die Rechte über die Herrlichkeit Boxmeer zugesprochen. Nach dem Tod der Mutter Maria im Jahr 1599 zog Friedrichs Schwester Anna von Ulft nach Boxmeer und übernahm dort bis 1609 die Regierung für ihn.
Als königlicher Oberbefehlshaber der Kavallerie nahm er unter Admiral Francisco de Mendoza beim Feldzug von 1598/99 teil.

## Ehe und Nachkommen
Friedrich von dem Bergh heiratete am 8. Februar 1601 Françoise de Ravenel, Baronin von Renty (* 1583; † 2. August 1629 in Dixmuiden) und hatte folgende Nachkommen:
- Albert (* 20. Oktober 1607 in Brügge; † 16. Juli 1656 in Boxmeer)

⚭ 18. Oktober 1625 in Brüssel mit Maria Elisabeth Clara (1610–1633), Tochter von Hermann von dem Bergh
⚭ 16. Dezember 1641 in Brügge mit Madeleine (1615–1689), Tochter von Claude François de Cusance
- Leonora Katharina Fébronia (* 6. Mai 1613 in Brüssel; † 14. Juli 1657 in Paris)

⚭ 2. Januar 1634 in Boxmeer mit Frédéric-Maurice de La Tour d’Auvergne (1605–1652)
- Anne Marie (* 26. Mai 1617 in Brügge; † 5. Oktober 1656)